# Widłonogi Polski
Liczba gatunków widłonogów (Copepoda) stwierdzonych w Polsce wynosi około 190 taksonów. Niektóre z nich to gatunki pasożytnicze.

## Widłonogi(Copepoda)
Rodzina Calanidae
- Calanus finmarchicus (Gunner, 1765)

Rodzina Paracalanidae
- Paracalanus parvus (Claus, 1863)

Rodzina Pseudocalanidae
- Pseudocalanus acuspes (Giesbrecht, 1881)

Rodzina Temoridae
- Temora longicornis (Muller, 1792)
- Eurytemora affinis (Poppe, 1880)
- Eurytemora hirundo Giesbrecht, 1881
- Eurytemora hirundoides (Nordquist, 1888)
- Eurytemora lacustris (Poppe, 1887)
- Eurytemora velox (Lilljeborg, 1853)
- Neterocope appenidiculata Sars, 1863
- Neterocope saliens (Lilljeborg, 1863)

Rodzina Centropagidae
- Centropages hamatus (Lilljeborg, 1853)
- Limnocalanus grimaldii (De Guerne, 1886)
- Limnocalanus macrurus Sars, 1863

Rodzina Diaptomidae
- Lovenula allaudi (Guerne et Richard, 1890)
- Diaptomus castor (Jurine, 1820)
- Hemidiaptomus amblyodon (Marenzeller, 1873)
- Acanthodiaptomus denticornis (Wierzejski, 1887)
- Eudiaptomus gracilis (Sars, 1862)
- Eudiaptomus graciloides (Lilljeborg, 1888)
- Eudiaptomus vulgaris (Schmeil, 1896)
- Eudiaptomus zachariasi (Poppe, 1886)
- Arctodiaptomus bacillifer (Koelbel, 1885)
- Mixodiaptomus lilljeborgi (Guerne et Richard, 1888)
- Mixodiaptomus tatricus (Wierzejski, 1883)
- Mixodiaptomus theeli (Lilljeborg, 1889)

Rodzina Acartiidae
- Acartia bifilosa (Giesbrecht, 1881)
- Acartia longiremis (Lilljeborg, 1853)
- Acartia tonsa Dana, 1859

Rodzina Oithonidae
- Oithona similis Claus, 1863

Rodzina oczlikowate Cyclopidae
- Halicyclops magniceps (Lilljeborg, 1853)
- Macrocyclops albidus (Jurine, 1820)
- Macrocyclops distinctus (Richard, 1887)
- Macrocyclops fuscus (Jurine, 1820)
- Eucyclops macruroides (Lilljeborg, 1901)
- Eucyclops macrurus (Sars, 1863)
- Eucyclops serrulatus (Fischer, 1851)
- Eucyclops speratus (Lilljeborg, 1901)
- Paracyclops affinis (Sars, 1863)
- Paracyclops fimbriatus (Fischer, 1853)
- Paracyclops poppei (Renberg, 1880)
- Ectocyclops phaleratus (Koch, 1838)
- Cyclops abyssorum Sars, 1863
- Cyclops bohater Koźmiński, 1933
- Cyclops furcifer Claus, 1857
- Cyclops insignis Claus, 1857
- Cyclops kolensis Lilljeborg, 1901
- Cyclops scutifer Sars, 1863
- Cyclops strenuus Fischer, 1851
- Cyclops vicinus Uljanin, 1875
- Megacyclops gigas (Claus, 1857)
- Megacyclops latipes (Lowndes, 1927)
- Megacyclops viridis (Jurine, 1820)
- Acanthocyclops robustus (Sars, 1863)
- Acanthocyclops vernalis (Fischer, 1853)
- Diacyclops bicuspidatus (Claus, 1857)
- Diacyclops bisetosus (Rehberg, 1880)
- Diacyclops crassicaudatus (Sars, 1863)
- Diacyclops languidoides (Lilljeborg, 1901)
- Diacyclops languidus (Sars, 1863)
- Diacyclops nanus (Sars, 1863)
- Graeteriella unisetigera (Graeter, 1908)
- Mesocyclops leuckarti (Claus, 1857)
- Thermocyclops crassus (Fischer, 1853)
- Thermocyclops dybowskii (Lande, 1890)
- Thermocyclops oithonoides (Sars, 1863)
- Metacyclops gracilis (Lilljeborg, 1853)
- Metacyclops minutus (Claus, 1863)
- Microcyclops varicans (Sars, 1863)
- Cryptocyclops bicolor (Sars, 1863)

Rodzina Ergasilidae
- Ergasilus briani Markevic, 1932
- Ergasilus gibbus Nordmann, 1832
- Ergasilus sieboldi Nordmann, 1832
- Thersitina gasterostei (Pagenstecher, 1861)

Rodzina Lernaeidae
- Lernaea cyprinacea Linnaeus, 1758
- Lernaea esocina (Burmeister, 1835)
- Lamphroglena pulchella Nordmann, 1832

Rodzina Caligidae
- Caligus lacustris Steenstrup et Lutken, 1861

Rodzina Lernaeopodidae
- Achtheres percarum Nordmann, 1832
- Salmincola extensus (Kessler, 1868)
- Basanistes huchonis (Schrank, 1786)
- Tracheliastes maculatus Kollar, 1825
- Tracheliastes polycopulus Nordmann, 1832

Rodzina Ectinosomatidae
- Halectinosoma abrau (Kricagin, 1873)
- Halectinosoma curticorne (Boeck, 1872)
- Halectinosoma finmarchicum (T. Scott, 1903)
- Halectinosoma herdmani (T. et A. Scott, 1894)
- Microsetella norvegica (Boeck, 1864)
- Sigmatidium difficile Giesbrecht, 1881
- Sigmatidium minor (Kunz, 1935)
- Pseudobradya minor (T. et A. Scott, 1894)
- Halophytophilus triarticulatus (Klie, 1949)
- Arenosetella germanica Kunz, 1937
- Arenosetella tenuissima (Klie, 1929)

Rodzina Phyllognathopodidae
- Phyllognathopus viguieri (Maupas, 1892)

Rodzina Darcythompsoniidae
- Leptocaris brevicornis (Douwe, 1904)
- Leptocaris trisetosa (Kunz, 1935)

Rodzina Tachididae
- Tachidus discipes Giesbrecht, 1881
- Micrarthridion littorale (Poppe, 1881)
- Danielssenia typica Boeck, 1872
- Psammis longisetosa Sars, 1910

Rodzina Tisbidae
- Tisbe furcata (Baird, 1837)
- Tachidiella minuta Sars, 1909

Rodzina Thalestridae
- Dactylopodia euryhalina (Monard, 1935)

Rodzina Diosaccidae
- Stenhelia gibba Boeck, 1864
- Stenhelia longicaudata Boeck, 1872
- Stenhelia palustris (Brady, 1868)
- Paramphiascopsis giesbrechti (Sars, 1906)
- Robertgurneya spinulosa (Sars, 1911)
- Typhlamphiascus typhlops (Sars, 1906)
- Amphiascoides debilis (Giesbrecht, 1881)
- Amphiascoides dispar (T. et A. Scott, 1894)
- Schizopera arconae Arlt, 1983
- Schizopera baltica Lang, 1965
- Schizopera clandestina (Klie, 1924)
- Schizopera compacta Lint, 1922
- Schizopera meridionalis Petkovski, 1954
- Schizopera ornata Noodt et Purasjoki, 1953

Rodzina Ameiridae
- Ameira parvula (Claus, 1866)
- Proameira hiddensoeensis (Schafer, 1936)
- Nitocra baltica (Arlt, 1983
- Nitocra divaricata Chappuis, 1923
- Nitocra hibernica (Brady, 1880)
- Nitocra fallaciosa Klie, 1937
- Nitocra lacustris (Smankevic, 1875
- Nitocra spinipes Boeck, 1864
- Nitocra typica Boeck, 1864
- Nitocra reducta Schafer, 1936
- Pseudameira reducta Klie, 1950

Rodzina Paramesochridae
- Paramesochra acutata Klie, 1935
- Remanea arenicola Klie, 1929
- Kliopsyllus constrictus (Nicholls, 1935)
- Scotopsyllus minor (T. et A. Scott, 1895)
- Scotopsyllus herdmani (thompson et A. Scott, 1899)

Rodzina Canthocamptidae
- Mesochra aestuarii Gurney, 1921
- Mesochra lilljeborgi Boeck, 1864
- Mesochra rapiens (Schmeil, 1894)
- Canthocamptus microstaphylinus Wolf, 1905
- Canthocamptus staphylinus (Jurine, 1820)
- Canthocamptus tatricus Daday, 1897
- Attheyella (Attheyella) crassa (Sars, 1862)
- Attheyella (Attheyella) wierzejskii (Mrazek, 1893)
- Attheyella (Brehmiella) dogieli (Rylov, 1923)
- Attheyella (Brehmiella) northumbrica (Brady, 1880)
- Attheyella (Brehmiella) trispinosa (Brady, 1880)
- Epactophanes richardi Mrazek, 1893
- Moraria brevipes (Sars, 1862)
- Moraria duthiei (T. et A. Scott, 1896)
- Moraria mrazeki T. Scott, 1903
- Bryocamptus (Bryocamptus) minutus (Claus, 1863)
- Bryocamptus (Bryocamptus) mrazeki (Minikiewicz, 1916)
- Bryocamptus (Bryocamptus) vejdovskyi (Mrazek, 1893)
- Bryocamptus (Rheocamptus) pygmaeus (Sars, 1862)
- Bryocamptus (Rheocamptus) typhlops (Mrazek, 1893)
- Bryocamptus (Rheocamptus) zschokkei (Schmeil, 1893)
- Arctiocamptus alpestris (Vogt, 1845)
- Arctiocamptus arcticus (Lilljeborg, 1902)
- Arctiocamptus cuspidatus (Schmeil, 1893)
- Arctiocamptus laccophilus (Kessler, 1914)
- Arctiocamptus rhaeticus (Schmeil, 1893)
- Arctiocamptus vandouwei (Kessler, 1914)
- Limnocamptus dacicus (Chappuis, 1923)
- Limnocamptus echinatus (Mrazek, 1893)
- Itunella muelleri (Gagern, 1922)
- Elaphoidella bidens (Schmeil, 1894)
- Elaphoidella gracilis (Sars, 1862)
- Paracamptus schimeili (Mrazek, 1893)

Rodzina Cylindropsyllidae
- Evansula pygmaea (T. Scott, 1903)
- Stenocaris baltica Arlt, 1983
- Stenocaris minuta Nicholls, 1935
- Paraleptastacus spinicauda (T. et A. Scott, 1895)
- Arenopontia subterranea Kunz, 1937

Rodzina Parastenocaridae
- Parastenocaris brevipes Kessler, 1913
- Parastenocaris phyllura Kiefer, 1938
- Parastenocaris vicesima Klie, 1935

Rodzina Cletodidae
- Enhydrosoma sarsi (T. Scott, 1904)
- Cletocamptus confluens (Schmeil, 1894)
- Rhizothrix minuta (T. Scott, 1903)
- Nannopus palustris Brady, 1880
- Huntemannia jadensis Poppe, 1884
- Heteropsyllus major Sars, 1920)

Rodzina Laophontidae
- Laophonte baltica Klie, 1929
- Paronychocamptus nanus (Sars, 1908)
- Onychocamptus mohammed (Blanchard et Richard, 1891)

Rodzina Ancorabolidae
- Arthropsyllus serratus Sars, 1909